# Nicolás Delmonte
Nicolás Delmonte (Oliva, provincia de Córdoba, Argentina, 10 de mayo de 1989) es un futbolista argentino. Actualmente se encuentra sin equipo.

## Trayectoria

### Formación deportiva
Desde muy pequeño se inició en el Independiente D.S.C. de Oliva en el cual hizo parte de las divisiones inferiores.
A los 13 años de edad, los agentes del club formador Renato Cesarini de Rosario, notaron su talento y lo llevaron allí para mejorar sus condiciones como futbolista.
Luego de dos años, pasa al Club Atlético Independiente donde hizo las inferiores de AFA, en la cual obtuvo dos Subcampeonatos: 4.ª División -2008- y Reserva -2010/2011- siendo Capitán de la apodada "Piponeta" comandada por Cristian Leonel Díaz.
Tras comenzar la temporada 2021-22, en las filas de la UD Melilla de Segunda División RFEF, el 4 de enero de 2022 firma por la Real Balompédica Linense de la Primera División RFEF.
En agosto de 2023, viaja a Italia para firmar por el Città di Fasano de la Serie D. En enero de 2024 vuelve a España, para volver a fichar por el Zamora C. F. de la Segunda Federación. Tras lograr el ascenso con el conjunto castellanoleonés a Primera Federación, abandonaría la entidad.

## Clubes
| Club                          | País      | Año       |
| ----------------------------- | --------- | --------- |
| C. A. Independiente           | Argentina | 2008-2009 |
| Dinamo Tirana                 | Albania   | 2009-2010 |
| C. A. Independiente           | Argentina | 2010-2012 |
| Instituto de Córdoba          | Argentina | 2012-2013 |
| Johor Darul Takzim F. C. "II" | Malasia   | 2014-2015 |
| C. S. Estudiantes (San Luis)  | Argentina | 2016      |
| Marbella F. C.                | España    | 2016-2017 |
| Extremadura U. D.             | España    | 2018      |
| C. E. Sabadell F. C. (cedido) | España    | 2018-2019 |
| Bashundhara Kings             | Bangladés | 2019-2020 |
| Zamora C. F.                  | España    | 2021      |
| U. D. Melilla                 | España    | 2021      |
| Real Balompédica Linense      | España    | 2022-2023 |
| Città di Fasano               | Italia    | 2023      |
| Zamora C. F.                  | España    | 2024      |

## Palmarés

### Títulos nacionales
| Título              | Club              | País      | Año     |
| ------------------- | ----------------- | --------- | ------- |
| Kategoria Superiore | Dinamo Tirana     | Albania   | 2009-10 |
| Copa Federación     | Bashundhara Kings | Bangladés | 2019-20 |

### Títulos internacionales
| Título            | Club                | País      | Año  |
| ----------------- | ------------------- | --------- | ---- |
| Copa Sudamericana | C. A. Independiente | Argentina | 2010 |